# Aenasius pergandei
Aenasius pergandei är en stekelart som först beskrevs av Howard 1895.  Aenasius pergandei ingår i släktet Aenasius och familjen sköldlussteklar. Inga underarter finns listade i Catalogue of Life.